# 王宣 (正統乙丑進士)
王宣（1403年—1462年），字德昭，四川重慶府長壽縣人，民籍，治《詩經》。

## 生平
六月初十日生，行一，由縣學生中式四川鄉試第三十三名舉人，會試中式第七十六名。年四十三歲中式正統十年乙丑科第三甲第五十一名進士。

## 家族
曾祖王榮卿；祖王安性；父王宗麒；母周氏。具慶下，妻冉氏，繼妻謝氏；弟孟慶；孟通；孟南。